# Germán Avé Lallemant
Germán Avé-Lallemant (Lübeck, Alemania, 1835 o 1836; San Luis, 2 de septiembre de 1910) fue un agrimensor y hombre de ciencia alemán radicado en Argentina, donde fue uno de los precursores de la ciencia en ese país, de la minería moderna y de las luchas sociales y políticas, actuando en el socialismo y en la Unión Cívica Radical de San Luis. Realizó importantes estudios sobre la geología y topografía cuyana, entre ellas el primer mapa topográfico de la Provincia de San Luis, y las primeras descripciones en el país de diversos minerales, en especial de uranio, tungsteno y tierras raras. Fundó el periódico El Obrero y fue candidato a diputado nacional en la primera lista que presentó el Partido Socialista.

## Biografía
Germán Avé-Lallemant, nació como Hermann Avé-Lallemant en Lübeck en el entonces Reino de Prusia en 1835 o 1836. Su padre fue médico y naturalista, pero de él no hay constancias de que haya realizado estudios universitarios. Inmigró a la Argentina entre 1868 y 1870. Se dirigió a Cuyo, donde se dedicó a buscar oro y petróleo. Para 1872 está radicado en la ciudad de San Luis, contratado por el gobierno provincial para desempeñarse primero como rector interino del Colegio Nacional y luego como profesor de física y química. Por entonces la ciudad contaba con apenas 3.748 habitantes, según el censo de 1869. En 1872 se casó con Enriqueta Lucero, perteneciente a una tradicional familia puntana. En 1875 es el primero en elaborar dinamita para la minería argentina.
En la década de 1880 realiza amplios estudios geológicos y escribe entre sus trabajos más destacados: artículo en Los límites de San Luis con Córdoba (1882), la serie de notas sobre El Paramillo de Uspallata (1885) -reeditado por el gobierno de San Luis como parte de los actos de celebración del Bicentenario de Argentina (en 2010)-, y el libro Memoria Descriptiva de la Provincia de San Luis (escrita entre 1882 y 1888).
En sus habituales viajes a Buenos Aires se conecta con el Club Vorwärts, formado por socialistas alemanes, escribiendo desde entonces varios artículos sobre temas sociales para el periódico que el grupo publicaba, en los que evidencia una postura marxista.
En 1885, fue contratado para administrar las minas de plomo, plata y zinc de Paramillos de Uspallata (Argentina), lo que realizó exitosamente, ya que fue la etapa de mayor desarrollo de esa mina, radicándose allí hasta 1889. En 1890 publicó uno de sus estudios fundamentales, titulado "La minería en la provincia de Mendoza - El Paramillo de Uspallata", donde publica sus estudios geológicos sobre esa área minera. Además, editó siete trabajos sobre la geología y la minería de Mendoza, Argentina, y dos mapas geológicos; entre ellos el de la región de Paramillos de Uspallata.
En 1890 y hasta febrero de 1891 está radicado en Buenos Aires, participando activamente en las luchas sociales, principalmente en el movimiento obrero como miembro del Club Vorwärts. En diciembre de 1890 funda y dirige hasta febrero de 1891 el periódico El Obrero, que será adoptado como órgano de la primera federación obrera que intentó formarse en Argentina ese año.
En 1891 vuelve a radicarse en San Luis, dedicándose a la agrimensura. Actúa en política, militando en la Unión Cívica y luego la Unión Cívica Popular de San Luis y la Unión Cívica Radical.
En estos años publica gran cantidad de artículos en el periódico La Agricultura de Buenos Aires. En 1896 se radica en Buenos Aires y se integra al equipo estable de redactores de La Agricultura. Ese año se presenta como candidato a diputado nacional por el Partido Socialista.
En octubre de 1898 vuelve a San Luis donde es nombrado Jefe de la Oficina de Estadísticas de la Provincia. En 1900 ocupó brevemente el cargo de Jefe del Departamento de Topografía y Obras Públicas. Sus años finales los pasó realizando estudios para ampliar su mapa topográfico de la provincia, con vistas al Centenario de Argentina en 1910. Ese mismo año, muere el 2 de septiembre, en San Luis, siendo enterrado en el cementerio San José de dicha ciudad.
Fue colaborador y corresponsal de las principales instituciones científicas argentinas, casi desde sus fundaciones: La Sociedad Científica Argentina (desde 1874), la Sociedad Entomológica Argentina (desde 1874), la Academia Nacional de Ciencias, de Córdoba (desde 1875), la Sociedad Geográfica Argentina y el Instituto Geográfico Argentino.
Entre sus invenciones se destacó un higrómetro, modificando el tubo de Kundt. Usó y fabricó por primera vez dinamita en Argentina. Fue el primer científico argentino en llamar la atención sobre la importancia del petróleo y los posibles yacimientos que podían encontrarse en el país. Lallemant también realizó aportes importantes en materia de meteorología, arqueología, folklore, flora. Promovió la industrialización del país y el desarrollo de la educación técnica, en una época que la tendencia dominante del gobierno era dedicarse exclusivamente a la producción agropecuaria y dar prioridad a la educación general (bachillerato) y comercial.